# Sandbodenkees
Sandbodenkees är en glaciär i Österrike.   Den ligger i förbundslandet Salzburg, i den centrala delen av landet, 300 km väster om huvudstaden Wien. Sandbodenkees ligger 2 905 meter över havet.
Terrängen runt Sandbodenkees är huvudsakligen bergig, men åt sydväst är den kuperad. Sandbodenkees ligger uppe på en höjd. Närmaste större samhälle är Bruck an der Großglocknerstraße, 13,8 km norr om Sandbodenkees. 
I omgivningarna runt Sandbodenkees växer i huvudsak blandskog. Runt Sandbodenkees är det ganska glesbefolkat, med 34 invånare per kvadratkilometer.